# Orkestrion

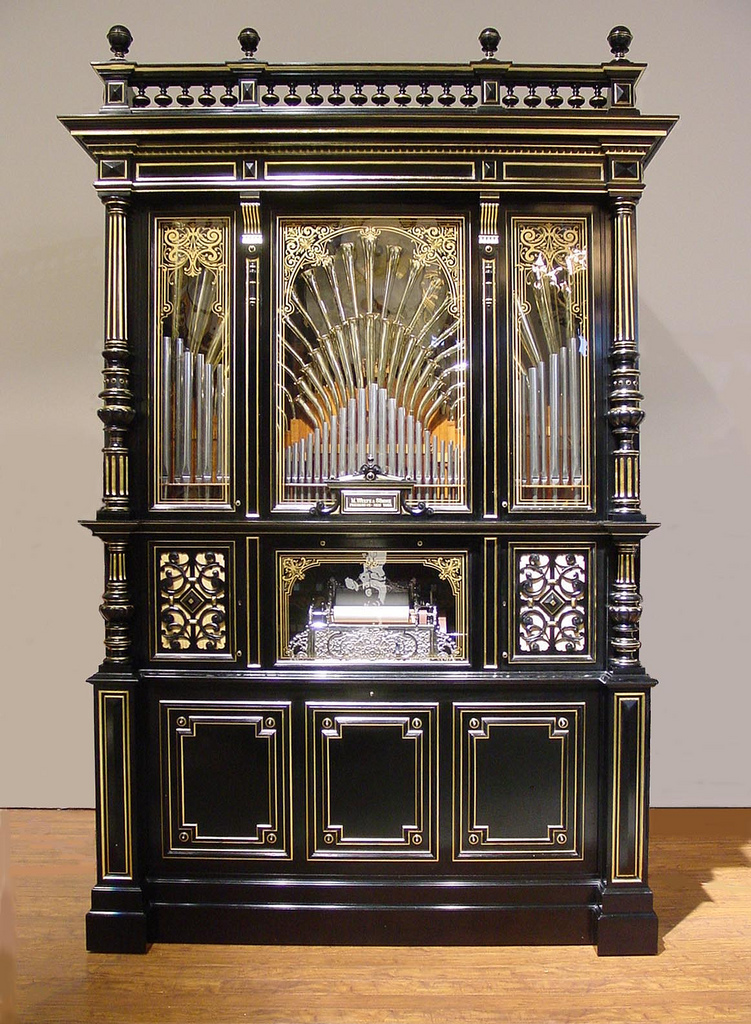
Ett orkestrion från 1895 av fabrikatet Welte från Freiburg i tyska Baden-Württemberg.

Ett orkestrion (även stavat orchestrion) eller en pianola är ett självspelande större musikinstrument som frambringar ljud genom flera åtskilda tekniker.
Oftast utgörs grunden av ett piano, en pianoram med strängar och klubbor eller en orgel med pipor. Drivkraften utgörs oftast av ett vakuumsystem men det förekommer också varianter med komprimerad luft. Databärare för musikstycken som spelas är antingen perforerade pappersrullar eller sammansatta kartongbitar som vecklas ut, avläses på en tracker bar och vecklas ihop på andra sidan. Tidiga varianter baserade sig på samma mekaniska princip som en speldosa d.v.s. med en cylinder där piggar eller krampor påverkade överföringsmekaniken till pianoklubborna. Orkestrion var en stor exportvara från Europa under början av 1900-talet till Amerika där det var en nödvändig möbel i rika familjers hus och som underhållning på nöjesetablissemang av alla typer. De hade ofta mycket välarbetade möbelsnickerier, med färgade, motivmålade glas och effektbelysning. En speciell variant kallad för photo player utvecklades i USA för användning i biografer innan filmerna hade ljud. Denna kunde bestå av flera enheter som tillsammans kunde vara upp till 12 meter breda och 3 meter höga och innehålla en mängd ljudeffekter som operatören i tillägg till den automatiska musiken använde för att accentuera effekter på filmduken.